# Верби (Звягельський район)
Ве́рби  — село в Україні, у Барашівській сільській територіальній громаді Звягельського району Житомирської області. Кількість населення становить 44 особи (2001). У 1924—54 та 1963—71 роках — адміністративний центр колишньої однойменної сільської ради.

## Географія
На південно-східній околиці села бере початок річка Рожаниця, ліва притока річки Уж.

## Населення
Наприкінці 19 століття кількість населення становила 140 осіб, дворів — 23.
У 1906 році у слободі налічувалося 175 мешканців, дворів — 28, у 1923 році — 36 дворів та 188 мешканців.
Відповідно до результатів перепису населення СРСР, кількість населення, станом на 12 січня 1989 року, становила 84 особи. Станом на 5 грудня 2001 року, відповідно до перепису населення України, кількість мешканців села становила 44 особи.

## Історія

Слобода Верби на мапі Шуберта Ф. Ф., 1875 р.

Наприкінці 19 століття — село Барашівської волості Житомирського повіту Волинської губернії, за 89 верст від Житомира.
У 1906 році — слобода Барашівської волості (1-го стану) Житомирського повіту Волинської губернії. Відстань до губернського та повітового центру, м. Житомир, становила 71 версту, від волосного центру, с. Бараші — 10 верст. Найближче поштово-телеграфне відділення розміщувалося у Горошках.
У 1923 році включена до складу новоствореної Євгенівської сільської ради, яка, 7 березня 1923 року, увійшла до складу новоутвореного Барашівського району Коростенської округи. Розміщувалося за 8 верст від районного центру, с. Бараші, та 1 версту — від центру сільської ради, урочища Євгенівка. 30 жовтня 1924 року, відповідно до рішення Волинської ГАТК (протокол № 11/6 «Про виділення та організацію національних сільрад»), в селі створено Вербівську сільську раду Барашівського району. 20 червня 1930 року, в складі сільської ради, увійшло до новоствореного Соколовського району Волинської округи. 15 вересня 1930 року, внаслідок ліквідації Соколовського району, передане до Новоград-Волинського району.
В період загострення сталінських репресій в 30-і роки минулого століття органами НКВС заарештовано і позбавлено волі на різні терміни 34 жителів села, з яких 17 чоловік розстріляно. Всі постраждалі реабілітовані.
1 червня 1935 року, в складі сільської ради, передане до Новоград-Волинської міської ради Київської області. У 1941 році повернуте до складу Барашівського району Житомирської області. 11 серпня 1954 року, відповідно до указу Президії Верховної Ради УРСР «Про укрупнення сільських рад по Житомирській області», Вербівську сільську раду ліквідовано, село підпорядковане Симонівській сільській раді Барашівського району. 30 грудня 1962 року, в складі сільської ради, увійшло до Ємільчинського району Житомирської області. 20 травня 1963 року, відповідно до рішення Житомирського облвиконкому № 241 «Про зміни в адміністративно-територіальному поділі Малинського та Ємільчинського районів», у селі відновлено сільську раду в складі Ємільчинського району. 11 січня 1971 року, відповідно до рішення Житомирського облвиконкому № 6 «Про перенесення центрів Вербівської і Чмелівської сільських рад Ємільчинського району», адміністративний центр Вербівської сільської ради перенесено до с. Березівка з відповідним її перейменуванням.
28 липня 2016 року увійшло до складу новоствореної Барашівської сільської територіальної громади Ємільчинського району Житомирської області. Від 19 липня 2020 року, разом з громадою, в складі новоствореного Новоград-Волинського району Житомирської області.